# 星际旅行III：石破天惊
《星际旅行III：石破天惊》（英語：Star Trek III: The Search for Spock），是一部由派拉蒙影业于1984年拍摄的电影，该部电影是《星际迷航》科幻系列的第3部电影。在西方通常简写作“ST3:TSFS”或者“TSFS”。这部电影是三部曲的中篇：接续上部电影《可汗怒吼》，并由下一部电影《抢救未来》完结。

## 角色
| 演员              | 角色                                         |
| ----------------- | -------------------------------------------- |
| 威廉·夏特纳       | 詹姆斯·柯克上将                              |
| 伦纳德·尼莫伊     | 斯波克上校／联邦星舰精进号电脑语音           |
| 德福雷斯特·凯利   | 伦纳德·麦科伊中校（医生）                    |
| 詹姆斯·杜汉       | 蒙哥马利·斯科特中校／上校                    |
| 乔治·竹井         | 光·苏鲁中校                                  |
| 沃尔特·凯尼格     | 帕维尔·切科夫中校                            |
| 尼切尔·尼科尔斯   | 乌乎拉中校                                   |
| 格雷斯·李·惠特尼  | 贾尼斯·兰德中校                              |
| 马克·莱纳德       | 沙瑞克大使                                   |
| 朱迪思·安德森     | 最高女祭司特拉（T'Lar）                      |
| 梅里特·巴特里克   | 戴维·马库斯博士                              |
| 罗宾·柯蒂斯       | 莎维可上尉                                   |
| 克里斯托弗·劳埃德 | 克林贡中校克鲁格（Kruge）                    |
| 约翰·拉洛奎特     | 克林贡大副马尔茨（Maltz）                    |
| 罗伯特·胡克斯     | 莫罗五星上将                                 |
| 詹姆斯·斯金       | 斯泰尔斯上校                                 |
| 卡尔·史蒂文       | 9岁时的斯波克                                |
| 瓦迪亚·波滕扎     | 13岁时的斯波克                               |
| 斯蒂芬·曼利       | 17岁时的斯波克                               |
| 乔·戴维斯         | 25岁时的斯波克                               |
| 弗兰克·韦尔克     | 斯波克的尖叫声（画外音，未在片尾字幕中出现） |
| 斯科特·麦金尼斯   | 阿德温切尔（Adventure）先生                  |
| 斯蒂芬·利斯卡     | 克林贡二副托格（Torg）                       |

## 剧情概要
2285年，在与可汗的战斗中损坏的联邦星舰进取号，返回了地球的太空港以进行维修。柯克还在为斯波克的死感到悲伤。麦科伊医生出现了种种异常的行为：如擅自闯入被封锁的斯波克原来的舱房、胡言乱语等，最后他被送进了医院进行精神检查。斯科提被另分派到了联邦星舰精进号。星际舰队指挥部对新形成的创世星下达了禁入令。柯克被告知，进取号即将除役。
斯波克的父亲沙瑞克找到柯克并告诉他，斯波克的遗体必须返回瓦肯星，否则他的灵魂就不得安息。沙瑞克要求柯克必须回到创世星，寻回斯波克的遗棺并将它带回瓦肯星——而斯波克临死前与麦科伊进行了心灵融合，因此带有斯波克灵魂的麦科伊也必须前往瓦肯星。
可是，星际舰队拒绝让陈旧的进取号离开太空港。从医院出来后听闻消息的麦科伊，企图招募一艘飞船回到创世星。在与人争吵时他被逮捕，但这并没有影响到整个计划：在柯克、斯科特、苏鲁、乌乎拉和切科夫的帮助下麦科伊顺利逃脱，并一同登上了被废弃的进取号。为了避免被追击，斯科提还破坏了精进号的引擎。六名伙伴冒着毁掉毕生事业的风险，驾驶进取号航向创世星。
其间，克林贡人得知了创世计划和创世星的消息。由于担心联邦将其改造为一种新式武器，克鲁格船长率领一艘克林贡猛禽战舰，去夺取或摧毁这一战略性的武器。
在联邦星舰葛瑞森号上，戴维·马库斯博士与莎维可上尉在创世星的轨道上进行着科学观测。他们很快便在地面上发现了生命形式，出于好奇心的驱使，他们俩传送上了星球表面并发现了斯波克空荡的遗棺。循着生命形式的读数，他们发现了幼年斯波克的活体：成长速度奇快，但却没有意识或灵魂。
克林贡人在此时也抵达了创世星，他们摧毁了葛瑞森号并抓获莎维可、马库斯和少年的斯波克作为人质。不一会，进取号也抵达穆塔拉星区（Mutara Sector），很快就被克鲁格与他的一群克林贡战士攻击到瘫痪。由于克林贡人威胁将夺去人质的生命，柯克使用了一个计谋来重新掌控局势，但并未成功。戴维·马库斯随后被克林贡人杀害。由于没有其他的选择，柯克只得向克林贡人投降。柯克为了重新占据上风，冒死一搏啟動了进取号的自毁程序。进取号的船员随后传送上了创世星，目睹着进取号在一片亮光中毁灭，同时也捎带上了克鲁格大部分的战士。
柯克最终与他的团队从克林贡人手中营救了斯波克与莎维可，并在与克鲁格的一对一战斗中杀死了他。由于创世星独特的力量，斯波克的遗体得以重生，并随着创世星衰老的速度迅速地成长。在离开不稳定的创世星时，斯波克刚好达到死亡前的年龄。在登上夺来的猛禽舰时，创世星开始了剧烈的爆炸。
在沙瑞克的庇护下，猛禽舰抵达了瓦肯星。在经历了危险的“浮圖邦術”仪式后，斯波克的灵魂离开了麦科伊的意识回到了自己的身体中。仪式最终成功，复活的斯波克开始重新回忆他的过去与朋友。他问进取号的船员们，为什么要冒着失去生命与毁掉事业的危险营救他；柯克告诉他，有些时候需要“牺牲大我，成全小我”（needs of the one outweigh the needs of the many）。

## 制作

### 导演
在《星际旅行II：可汗怒吼》取得巨大成功后，派拉蒙邀请哈维·贝内特和尼古拉斯·迈耶继续为第三部电影出力。贝内特接受了邀请；迈耶则因对斯波克复活的剧情不感兴趣而婉拒了邀请。最后，斯波克的扮演者伦纳德·尼莫伊被确定为第三部电影的导演。伦纳德·尼莫伊后来也表示，在写作剧本、拍摄场景、选择角色的过程中，他与哈维·贝内特常常会有一些分歧，但他不能否认贝内特是一个非常有能力的人。

### 剧本
哈维·贝内特谈到，一本《星际旅行》爱好者杂志上一首星迷所作的诗，给了他创作的灵感。这首诗用柯克的口吻写道：“我离你而去，我为何这么做？我一定会来找寻你，我的朋友。”后来剧情就围绕柯克返回创世星，找寻斯波克的遗体展开。在哈维·贝内特最初的故事大纲中，对作为反角的罗慕伦人有大量浓墨重彩的描写。但尼莫伊认为，克林贡人比罗慕伦人更适合作为进取号的对手，因此他建议哈维用克林贡人换掉罗慕伦人，贝内特很乐意地接受了这个建议。

### 选角
在《石破天惊》中，莎维可这个角色要比前作《可汗怒吼》占有更重的分量，但遗憾的是，帕拉蒙未能说服柯斯迪·艾黎继续出演这一角色。柯斯迪·艾黎曾说，派拉蒙给她的片酬少于第二部电影，因此她认为派拉蒙并不是十分在意要让她出演这个角色。最终，莎维可改由罗宾·柯蒂斯出演。伦纳德·尼莫伊起初建议由爱德华·詹姆斯·奥尔莫斯扮演克林贡指挥官克鲁格中校的角色，但制片人哈维·贝内特与执行制片人加里·纳尔迪诺否决了他的建议。后来，选择了克里斯托弗·劳埃德扮演此角。梅里特·巴特里克则再次出演柯克儿子戴维·马库斯一角。

### 拍摄
苏鲁的扮演者乔治·竹井曾建议哈维·贝内特，让他改掉苏鲁被称作“小个子”（Tiny）的场景：尽管苏鲁最后痛快地收拾掉了叫他“小个子”的人。乔治说：“苏鲁的影迷们从来不会把他视作小个子——苏鲁是一位英雄，他不能被叫做小个子。”贝内特同意并重拍了这段场景，但最后还是使用了“小个子”版本的胶片。乔治后来坦承，在重拍这个场景的要求上他有一些错误。

### 进取号的毁灭
在电影发行前，进取号会毁灭的消息已在愤怒的星迷间传播，有猜想认为，可能是吉恩·罗登伯里泄露出去的。
吉恩·罗登伯里解释说，他更愿意只看到进取号的碟型舱爆炸，而带有曲速引擎的引擎舱则被保留下来。但他表示，其他的制片人更愿意让进取号的整体毁掉。伦纳德·尼莫伊也解释说，他们不会让进取号无意义地或仅为制造剧情的煽动效果而毁灭，而是因为剧情本就如此展开，任何改动都无济于事。
工业光魔再次为这部电影制作特效。它的制作人员肯·罗尔斯顿对让巨型的进取号模型爆炸十分地感兴趣，模型最初是由娱乐特技集团构建的。起初的计划是摧毁掉旧的进取号，而让进取号的船员在《星际旅行IV》中登上一艘精进级的星舰。但讽刺的是，宪法级进取号的模型被再次作为新的进取号-A使用。而精进级的进取号则出现在电视剧集《星际旅行：下一代》中，为约翰·哈里曼舰长统领的联邦星舰进取号-B。

## 评价
1985年，这部电影被提名为土星奖最佳科幻电影，但输给了《回到未来》。同时也被提名为1985年度雨果奖最佳戏剧表演，但也未获奖。
这部电影在美国的票房收入为76,471,046美元，全世界的为87,000,000美元，略低于它的前作《可汗怒吼》。

## 注解